# Tek na 3000 m z zaprekami
Tek na 3000 m z zaprekami (tudi tek na 3000 m z ovirami) je srednjeprogaška atletska disciplina.:551 Imenuje se tudi kot angleški izvirnik steeplechase [stíplčeis] (ali pogovorno [stíplčez]), ki je generično ime za sorodno in istoimensko disciplino konjske dirke po progi z ovirami, pripravljenimi na prostem v naravi.:551 Znan je tudi kot okrajšani izvirnik steeple. Tek temelji na prevladovanju štirih suhih in ene vodne zapreke (prepreke) na krog (400 m), izvaja pa se na atletskih tekmovanjih na odprtih športnih prirediščih. Od leta 1920 je v moški konkurenci olimpijska disciplina, od leta 2008 pa tudi v ženski.
Angleško ime steeplechase (dobesedno pregon zvonika) izvira iz zgodnjih konjeniških tekem v katerih so smer teka določili s cerkvenim zvonikom, skakalnimi ograjami in jarki, tek pa je v splošnem potekal prek vmesnih ovir na prostem na podeželju, po navadi izvirno od enega do drugega zvonika.